# لارنس شر
لارنس شر (انگلیسی: Lawrence Sher؛ زادهٔ ۴ فوریهٔ ۱۹۷۰) فیلم‌بردار اهل ایالات متحده آمریکا است.
از فیلم‌ها یا مجموعه‌های تلویزیونی که وی در آن‌ها نقش داشته است، می‌توان به خماری، خماری: قسمت دوم، خماری: قسمت سوم، دیکتاتور، پل، موعد مقرر، کباب‌شده، دن در زندگی واقعی، بیگ یر، زندگی پنهان والتر میتی، گودزیلا، آلوها و سگ‌های جنگی اشاره نمود.